# Tipula (Pterelachisus) sunda
Tipula (Pterelachisus) sunda is een tweevleugelige uit de familie langpootmuggen (Tipulidae). De soort komt voor in het Oriëntaals gebied.